# Manaquí frontblanc
El manaquí frontblanc (Lepidothrix serena) és un ocell de la família dels píprids (Pipridae).

## Hàbitat i distribució
Habita la selva pluvial a les terres baixes a la llarga de la frontera sud entre Guyana i Surinam fins l'interior de Surinam i la Guaiana Francesa i cap al sud, per Brasil fins prop de Manaus i sud d'Amapá